# 科迪斯角 (佛羅里達州)
科迪斯角（英語：Cody's Corner）是位於美國佛羅里達州弗萊格勒縣的一個非建制地區。該地的面積和人口皆未知。

## 地理
科迪斯角的座標為29°20′36″N 81°18′39″W / 29.34333°N 81.31083°W，而該地的平均海拔高度為5米（即16英尺）。